# 리베레츠구

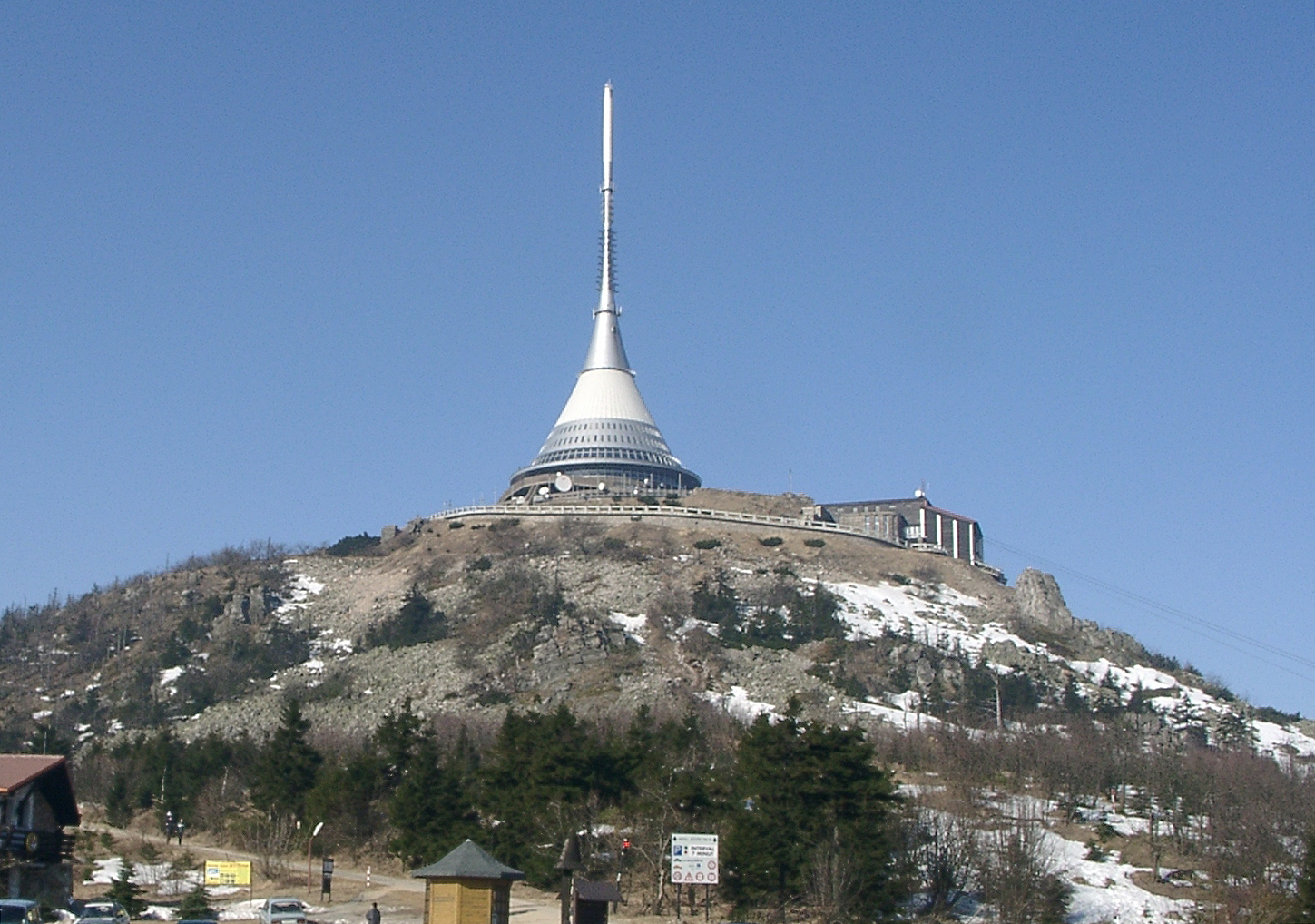
리베레츠구의 행정 중심지인 리베레츠에 위치한 예슈테트 타워

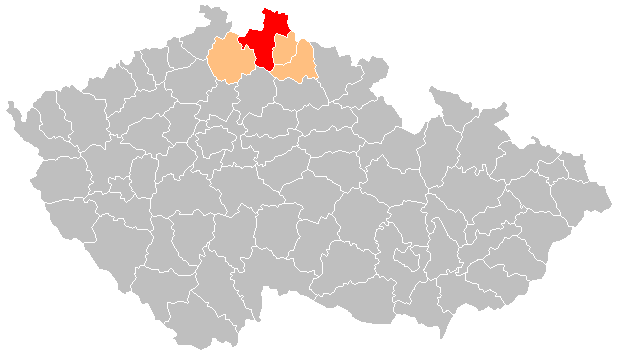
리베레츠구의 위치

리베레츠구(체코어: Okres Liberec)는 체코 리베레츠주를 구성하는 4개 구 가운데 하나로 행정 중심지는 리베레츠이며 면적은 988.87km2, 인구는 174,811명(2019년 1월 1일 기준), 인구 밀도는 180명/km2이다.
리베레츠주 북부에 위치하며 59개 지방 자치체(12개 시, 47개 마을)를 관할한다. 리베레츠주 야블로네츠나트니소우구, 세밀리구, 체스카리파구, 중앙보헤미아주 믈라다볼레슬라프구와 접하며 북쪽, 북동쪽, 북서쪽으로는 폴란드, 서쪽으로는 독일과 국경을 접한다.